# Pupe calde e mafia nera
Pupe calde e mafia nera (Cotton Comes to Harlem) è un film del 1970, diretto da Ossie Davis.
È considerato il prototipo del genere blaxploitation. Tratto da un romanzo giallo dello scrittore Chester Himes, il film ha avuto due seguiti: Harlem Detectives, diretto nel 1972 da Mark Warren, e Rabbia ad Harlem, diretto nel 1991 da Bill Duke.

## Trama
Gravedigger Jones e Coffin Ed Johnson sono due poliziotti afroamericani dai modi bruschi e dalla reputazione da veri duri. Sulla loro strada trovano il reverendo Deke O'Malley, che estorce denaro alla gente afroamericana, promettendo loro una vita migliore in Africa.

## Collegamenti ad altre pellicole
- Nella quarta puntata della prima stagione della serie televisiva L'ispettore Coliandro intitolata Magia nera è visibile in una sequenza il manifesto originale del film.